# Holger Fach
Holger Fach (Wuppertal, 6 settembre 1962) è un dirigente sportivo, allenatore di calcio ed ex calciatore tedesco, di ruolo difensore o centrocampista.

## Carriera

### Giocatore

#### Club
Giocò tra il 1981 e il 1988 in Bundesliga 416 partite, segnando 67 reti, con Fortuna Düsseldorf, Borussia Mönchengladbach, Bayer Uerdingen, Bayer Leverkusen e Monaco 1860.
Con il Borussia Mönchengladbach vinse la Coppa di Germania nel 1995.

#### Nazionale
Tra 1988 e 1989 giocò cinque partite con la Nazionale di calcio della Germania Ovest e partecipò alle Olimpiadi di Seul 1988 conquistando con la Nazionale di calcio un terzo posto finale.

### Allenatore
Cominciò ad allenare la squadra riserve del Borussia Mönchengladbach e dopo un breve periodo al Rot-Weiss Essen, tra il 2003 e il 2004 allenò la prima squadra del Borussia. Il 5 giugno 2005 firmò per il Wolfsburg ma il 19 dicembre dello stesso anno venne esonerato insieme al team manager Thomas Strunz. Dall'estate 2007 al febbraio 2008 è stato alla guida dell'SC Paderborn, squadra tedesca di Zweite Bundesliga.
Dall'aprile 2008 allena l'Augusta, squadra di Zweite Bundesliga.

## Palmarès

### Giocatore

#### Club
- Coppa di Germania: 3

Fortuna Düsseldorf: 1978-79, 1979-80
Borussia M'gladbach: 1994-95
- Coppa Piano Karl Rappan: 2

Fortuna Düsseldorf: 1984, 1986

#### Nazionale
- Bronzo olimpico: 1

Seul 1988

### Allenatore
- Coppa del Kazakistan: 1

Astana: 2010
- Supercoppa del Kazakistan: 1

Astana: 2011